# 花巻・北上西断層帯
花巻・北上西断層帯（はなまき・きたかみにしだんそうたい）とは、岩手県の奥州市から矢巾町にかけて南北に存在する活断層帯。

## 位置・形状
この断層帯は長さ62kmで、西側隆起の逆断層である。最新活動は約4000年前。
奥羽山脈と北上低地帯の境界付近に位置する。
断層は一部露頭しており、幅は20kmから30kmと推定されている。

## 活動
岩手県はこの断層帯を花巻断層帯と出店断層帯に分けており、花巻断層帯の活動間隔は3,800から23,000年としている。また、活動した場合想定されるマグニチュードは7.4としている。また、出店断層帯の最新活動や活動間隔は分かっていないが、活動した場合想定されるマグニチュードは7.3としている。
産業技術総合研究所は花巻断層帯の活動間隔は8400年としている。また、将来この断層が活動する確率は0.5%に満たないとしている。
地震調査研究推進本部は花巻・北上西断層帯の活動間隔を16000年から26000年とし、活動した場合のマグニチュードは7.8としている。また、今後300年はこの断層による活動はほぼ起こり得ないとしている。